# Beefmaster
La race Beefmaster est une race bovine américaine

## Origine
C'est un hybride de bœuf européen, Bos taurus, et de zébu, Bos taurus indicus. Il a été créé sur le ranch Lasater au Texas à partir de 1908. Il comprend environ 25 % d'hereford, 25 % de shorthorn et 50 % de brahmane.
Il est élevé au Texas, son État d'origine, mais on le trouve également dans les États limitrophes et même en Australie.

## Morphologie
Il porte généralement une robe uniformément rouge, mais il n'y a pas de type répertorié. Les individus peuvent ou non être porteurs de cornes. La sélection n'a porté que sur des critères productif, aussi l'esthétique est-elle variable. Les oreilles sont attachées bas sur la tête et leur allure large indique une parenté avec le zébu. De même, les mâles ont un garrot proéminent qui rappelle la bosse des zébus.

## Aptitude
Il n'est élevé que pour sa valeur bouchère. Les sélectionneurs successifs ont continué le travail entrepris par M. Lasater. Les qualités reconnues du beefmaster sont:
- Bonnes qualités maternelles: fertilité et bonne lactation.
- Robustesse.
- Poids et conformation de carcasse.

Les veaux issu de cette race s'engraissent bien en feed lots.